# Tunnel Vision
Singles de Justin Timberlake
Mirrors
(2013) Holy Grail
(2013)
Tunnel Vision est une chanson du chanteur pop américain Justin Timberlake, 3e single issu de son troisième album studio, The 20/20 Experience.

## Clip vidéo
Le clip est présenté le 3 juillet 2013 sur la chaine Vevo du chanteur sur YouTube et prévient ses fans sur Twitter qu'il est « explicit ». Il est réalisé par Jonathan Craven, Simon McLoughlin et Jeff Nicholas. Le chanteur chante et danse devant des fonds assez sombres. On voit en alternance des corps de femmes dénudées qui dansent également.
Peu de temps après sa sortie, le clip est retiré de YouTube avec la mention « This video has been removed as a violation of YouTube's policy on nudity or sexual content ». La vidéo est ensuite remise sur le site avec une obligation pour l'internaute d'entrer son âge.
Le clip est diffusé sur Trace Urban, en version non censuré, avec une signalétique "Déconseillé aux moins de 16 ans", après 23h00. 

## Classement hebdomadaire
| Classements (2013)                                      | Meilleure position |
| ------------------------------------------------------- | ------------------ |
| Australie (ARIA)                                        | 63                 |
| Australie (Urban Singles Chart)                         | 12                 |
| Irlande (IRMA)                                          | 75                 |
| Corée du Sud (Gaon International Chart)                 | 27                 |
| Royaume-Uni - Singles Chart (Official Charts Company)   | 64                 |
| Royaume-Uni (UK R&B Chart)                              | 11                 |
| Ukraine (FDR Charts)                                    | 9                  |
| États-Unis - Bubbling Under Hot 100 Singles (Billboard) | 11                 |
| États-Unis (R&B/Hip-Hop Songs)                          | 40                 |